# Prosopanche
Prosopanche – rodzaj pozbawionych liści, bezzieleniowych roślin pasożytniczych z rodziny kokornakowatych (Aristolochiaceae). Należą do niego 3 gatunki występujące w Ameryce Południowej i w Środkowej.

## Morfologia
Organy podziemnePozbawione liści organy podziemne składają się z rosnącego poziomo kanciastego lub okrągłego, mięsistego ryzomatoidu. Trudno określić, czy twór ten jest pędem czy korzeniem. Na kantach lub na całej powierzchni twór ten pokryty jest krótkimi brodawkami o skorkowaciałych wierzchołkach. Gdy roślina natrafia na korzeń rośliny żywicielskiej z brodawek wyrastają nierozgałęzione i cienkie korzenie-przyssawki wnikające w tkanki żywiciela.
KwiatyOkazałe lub średnich rozmiarów, wyrastają pojedynczo z wnętrza ryzomatoidu. Nad powierzchnię ziemi wystaje zwykle tylko górna część kwiatu – mięsiste wyrostki na szczycie listków okwiatu, osiągające do 30 cm długości. Rzadko kwiaty pozostają pod powierzchnią ziemi. Są promieniste i obupłciowe. Okwiat składa się z pojedynczego okółka 3–4 mięsistych i połączonych listków, najczęściej barwy czerwonobrązowej. Poza tym białej, czerwonej, różowej lub brązowej. Pręciki zwykle w takiej samej liczbie jak liczba listków okwiatu tj. 3-4 (rzadko 5) tworzą zwykle jeden okółek w formie stożka, wokół którego dodatkowo znajduje się okółek prątniczków. Słupek jest dolny z pojedynczą komorą utworzoną z trzech (rzadziej czterech) owocolistków. Łożysko zawiera bardzo liczne zalążki zanurzone w jego tkance. Ma postać szerokich listew. Pojedyncza szyjka słupka zakończona jest główkowatym znamieniem.
OwocPodczas dojrzewania wypełniające wnętrze zalążni tkanki łożyska rozpuszczają się tworząc papkowatą masę. Owocnia zawsze mniej lub bardziej drewnieje. Powstają duże, jagodowe owoce (u niektórych gatunków torebki) zawierające wiele drobnych nasion. Nasiona okryte są twardymi łupinami nasiennymi, pod którymi znajdują się: obielmo, bielmo i niezróżnicowany zarodek.

## Biologia i ekologia
Rośliny z tego rodzaju pasożytują na korzeniach innych roślin, przy czym niektóre gatunki specjalizują się w określonych gatunkach żywicieli, najczęściej drzewach z rodzaju jadłoszyn (Prosopis). Kwiaty zapylane są przez muchówki i chrząszcze, najczęściej omarlicowate. Wabione są one zapachem padliny oraz obficie zgromadzonymi białkami i tłuszczami w tkankach po wewnętrznej stronie zmięśniałego okwiatu. Wąskie szczeliny między listkami okwiatu osłonięte są włoskami co utrudnia wyjście owadom z kwiatu. Wydostają się one dopiero wówczas, gdy włoski więdną. W kwiatach roślin z tego rodzaju stwierdzono także termogenezę. Nasiona rozsiewane są przez ssaki. Owoce są chętnie zjadane przez pancerniki.

## Systematyka
Jak w przypadku innych roślin pasożytniczych, redukcja organów sprawiła, że systematycy bardzo rozmaicie sytuowali tę grupę roślin. W systemie Cronquista (1981) Hydnoraceae zaliczane były do bukietnicowców Rafflesiales. W systemie Takhtajana (1997) i Reveala umieszczane były w monotypowym rzędzie Hydnorales obok Rafflesiales. Dopiero w początkach XXI wieku dzięki badaniom molekularnym odkryto ich filogenetyczną przynależność do pieprzowców (Piperales). Do systemu APG III (2009) włącznie rodzaj klasyfikowany był w obrębie rodziny piestrzennikowatych Hydnoraceae w obrębie pieprzowców. W systemie APG IV (2016) rodzina ta włączona została do kokornakowatych (Aristolochiaceae) jako klad (w randze podrodziny Hydnoroideae Walpers) siostrzany dla podrodziny Aristolochioideae Link. Rodzaj jest siostrzanym dla rodzaju piestrzennik Hydnora.
Wykaz gatunków
- Prosopanche americana (R.Br.) Baill.
- Prosopanche bonacinae Speg.
- Prosopanche costaricensis L.D.Gómez